# Hernesto Caballero
Hernesto Ezequiel Caballero Benítez (San Juan Bautista, 9 aprile 1991) è un calciatore paraguaiano, centrocampista del Libertad e della nazionale paraguaiana.

## Carriera

### Nazionale
Ha esordito con la nazionale paraguaiana il 16 novembre 2023, nella partita di qualificazione al Mondiale 2026 pareggiata per 0-0 contro il Cile.

## Statistiche

### Cronologia presenze e reti in nazionale
| Cronologia completa delle presenze e delle reti in nazionale ― Paraguay | Cronologia completa delle presenze e delle reti in nazionale ― Paraguay | Cronologia completa delle presenze e delle reti in nazionale ― Paraguay | Cronologia completa delle presenze e delle reti in nazionale ― Paraguay | Cronologia completa delle presenze e delle reti in nazionale ― Paraguay | Cronologia completa delle presenze e delle reti in nazionale ― Paraguay | Cronologia completa delle presenze e delle reti in nazionale ― Paraguay | Cronologia completa delle presenze e delle reti in nazionale ― Paraguay |
| Data                                                                    | Città                                                                   | In casa                                                                 | Risultato                                                               | Ospiti                                                                  | Competizione                                                            | Reti                                                                    | Note                                                                    |
| ----------------------------------------------------------------------- | ----------------------------------------------------------------------- | ----------------------------------------------------------------------- | ----------------------------------------------------------------------- | ----------------------------------------------------------------------- | ----------------------------------------------------------------------- | ----------------------------------------------------------------------- | ----------------------------------------------------------------------- |
| 16-11-2023                                                              | Santiago del Cile                                                       | Cile                                                                    | 0 – 0                                                                   | Paraguay                                                                | Qual. Mondiali 2026                                                     | -                                                                       | 63’ 71’                                                                 |
| 21-11-2023                                                              | Asunción                                                                | Paraguay                                                                | 0 – 1                                                                   | Colombia                                                                | Qual. Mondiali 2026                                                     | -                                                                       | 46’ 90+2’                                                               |
| 16-6-2024                                                               | Panama                                                                  | Panama                                                                  | 0 – 1                                                                   | Paraguay                                                                | Amichevole                                                              | -                                                                       |                                                                         |
| 24-6-2024                                                               | Houston                                                                 | Colombia                                                                | 2 – 1                                                                   | Paraguay                                                                | Coppa America 2024 - 1º turno                                           | -                                                                       | 58’                                                                     |
| 28-6-2024                                                               | Paradise                                                                | Paraguay                                                                | 1 – 4                                                                   | Brasile                                                                 | Coppa America 2024 - 1º turno                                           | -                                                                       | 78’ 90+3’                                                               |
| 2-7-2024                                                                | Austin                                                                  | Costa Rica                                                              | 2 – 1                                                                   | Paraguay                                                                | Coppa America 2024 - 1º turno                                           | -                                                                       | 46’                                                                     |
| Totale                                                                  |                                                                         | Presenze                                                                | 6                                                                       |                                                                         | Reti                                                                    | 0                                                                       |                                                                         |

## Palmarès

### Club

#### Competizioni nazionali
- Campionato paraguaiano: 6

Olimpia: Apertura 2018, Clausura 2018, Apertura 2019, Clausura 2019
Libertad: Apertura 2022, Apertura 2023
- Copa Paraguay: 2

Libertad: 2023, 2024